# Трошкунай
Трошку́най (до 1917 года — Трашкуны лит.  Troškūnai ) — город в Аникщяйском районе Утенского уезда Литвы, административный центр Трошкунайского староства. Один из самых маленьких городов Литвы. Население 380 человек (2020 год).

## География
Расположен в 14 км от города Аникщяй и в 135 км северо-западнее Вильнюса. Музейная железнодорожная станция Аукштайстской узкоколейной железной дороги.

## История
Первое упоминание относится к 1696 году. Бернардинцами Владиславом и Анной Соколовскими были построены церковь и монастырь. Находился в Великом княжестве Литовском в составе Речи Посполитой. При разделе Польши отошёл к Вилькомирскому уезду Ковенской губернии Российской Империи. До 1920 носил название Трашкуны. Во время Первой мировой войны с лета 1915 года был оккупирован немецкой армией. В 1950—1959 годах центр Трошкунского района Литовской ССР, СССР. С 1959 года до 1991 года в Аникщяйском районе. Город с 1956 года. С 1991 года в составе Литвы. Герб Трошкуная утвержден 2 июня 2003 года. Автор рисунка герба — Роландас Римкунас (Rolandas Rimkūnas).

## Население
| жителей | 1 040 | 1 434 | 1 174 | 672 | 525 | 486 |

| Год  | Численность | Численность |
| ---- | ----------- | ----------- |
| 2001 | 530         | [ 3 ]       |
| 2002 | 528         | [ 3 ]       |
| 2003 | 533         | [ 3 ]       |
| 2004 | 525         | [ 3 ]       |
| 2005 | 528         | [ 3 ]       |
| 2006 | 508         | [ 3 ]       |
| 2007 | 486         | [ 3 ]       |
| 2008 | 487         | [ 3 ]       |
| 2009 | 473         | [ 3 ]       |
| 2010 | 463         | [ 3 ]       |
| 2011 | 454         | [ 3 ]       |
| 2012 | 445         | [ 3 ]       |
| 2013 | 431         | [ 3 ]       |
| 2014 | 411         | [ 3 ]       |
| 2015 | 400         | [ 3 ]       |
| 2016 | 388         | [ 3 ]       |
| 2017 | 379         | [ 4 ]       |
| 2018 | 373         | [ 5 ]       |
| 2019 | 377         | [ 3 ]       |
| 2020 | 380         | [ 3 ]       |
| 2021 | 389         | [ 3 ]       |
| 2022 | 373         | [ 3 ]       |
| 2023 | 407         | [ 3 ]       |

## Достопримечательности
- Церковь и монастырь Бернардинцев
- деревянная часовня на кладбище (построена в 1790 году).

## Известные люди
- Константинас Сирвидас (Константин Ширвид) — литовский лексикограф, один из основоположников литовской письменности.

## Галерея

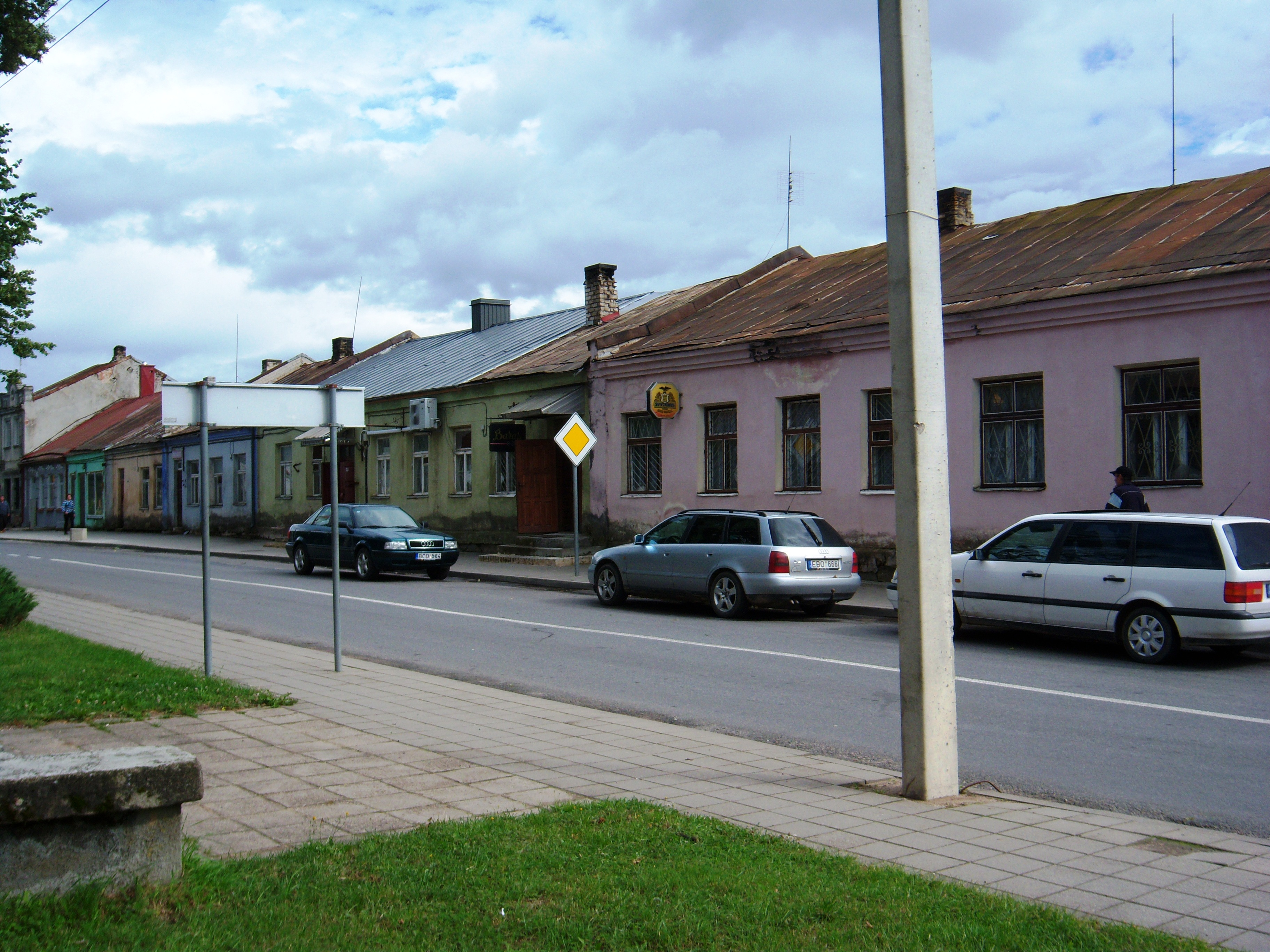
Улица в центре города
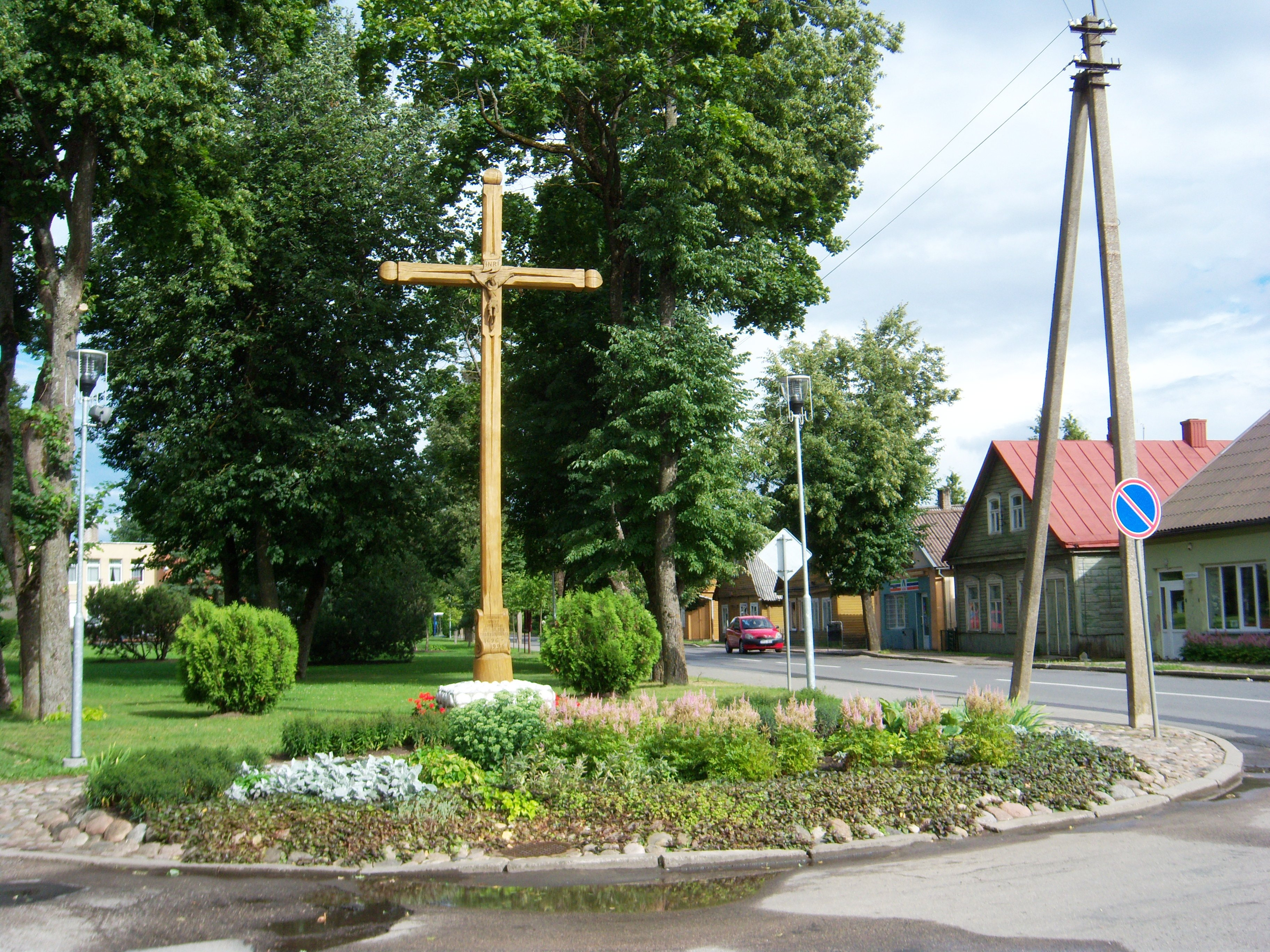
Центр
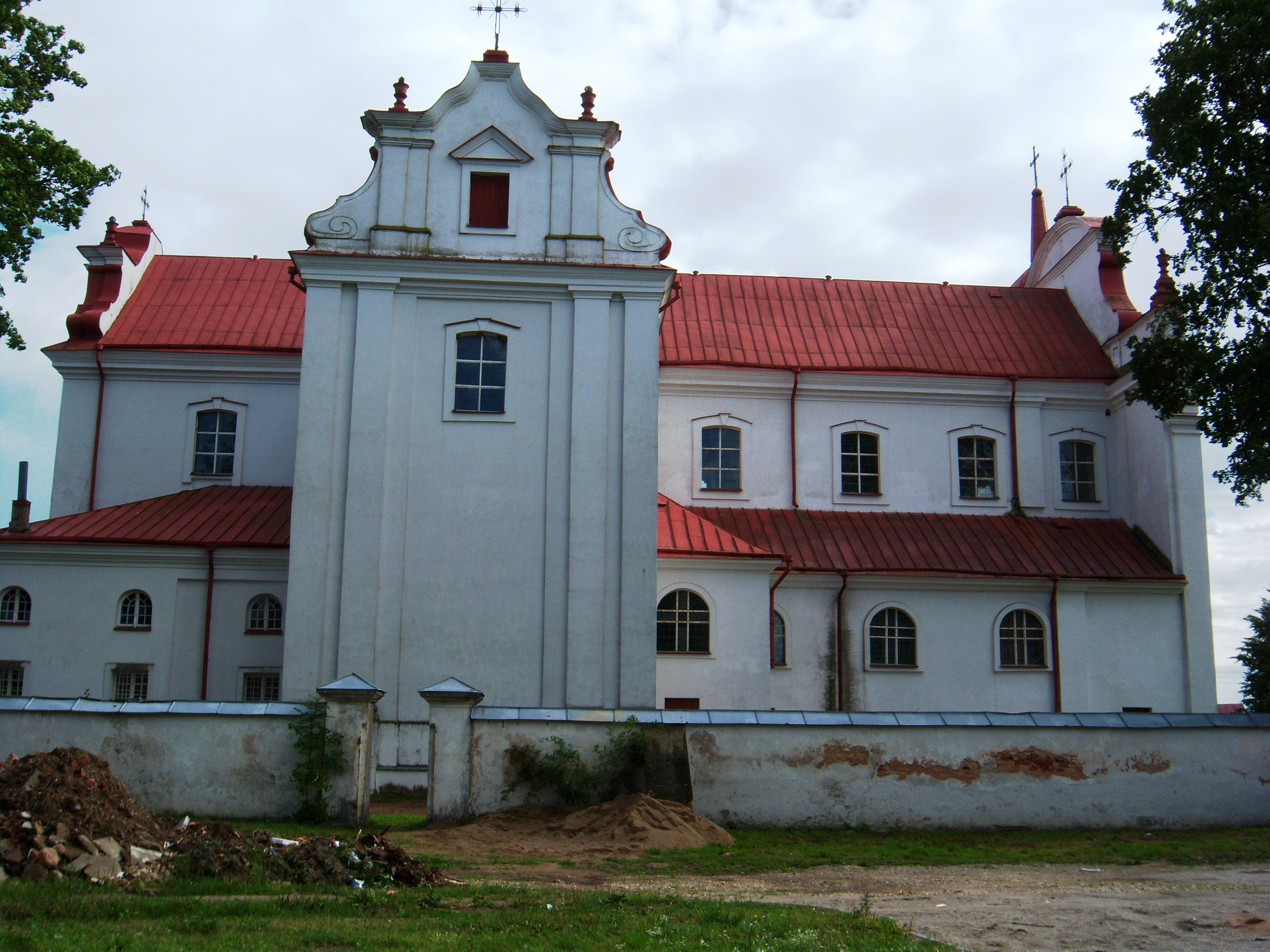
Костёл в Трошкунай
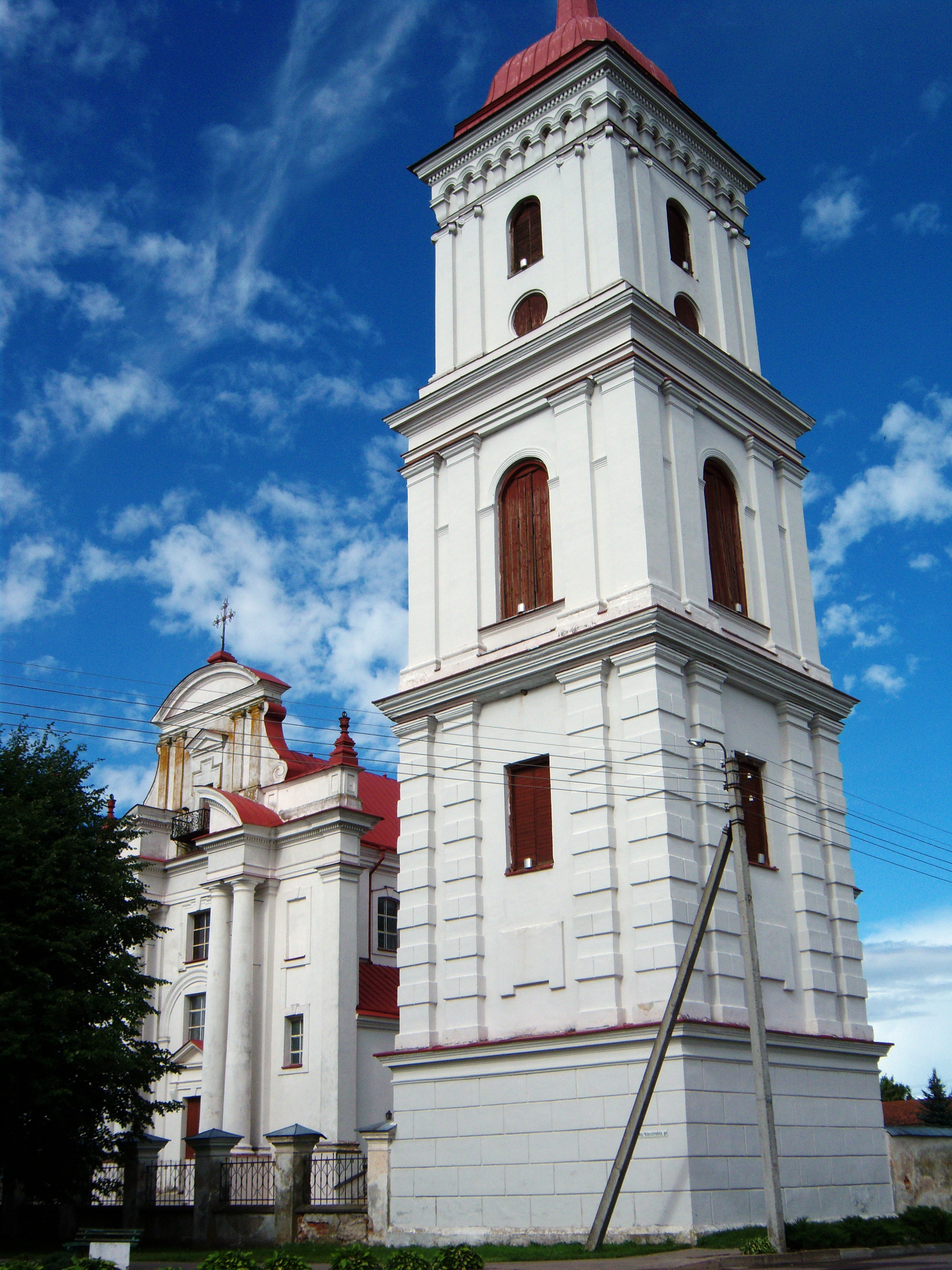
Колокольня костёла
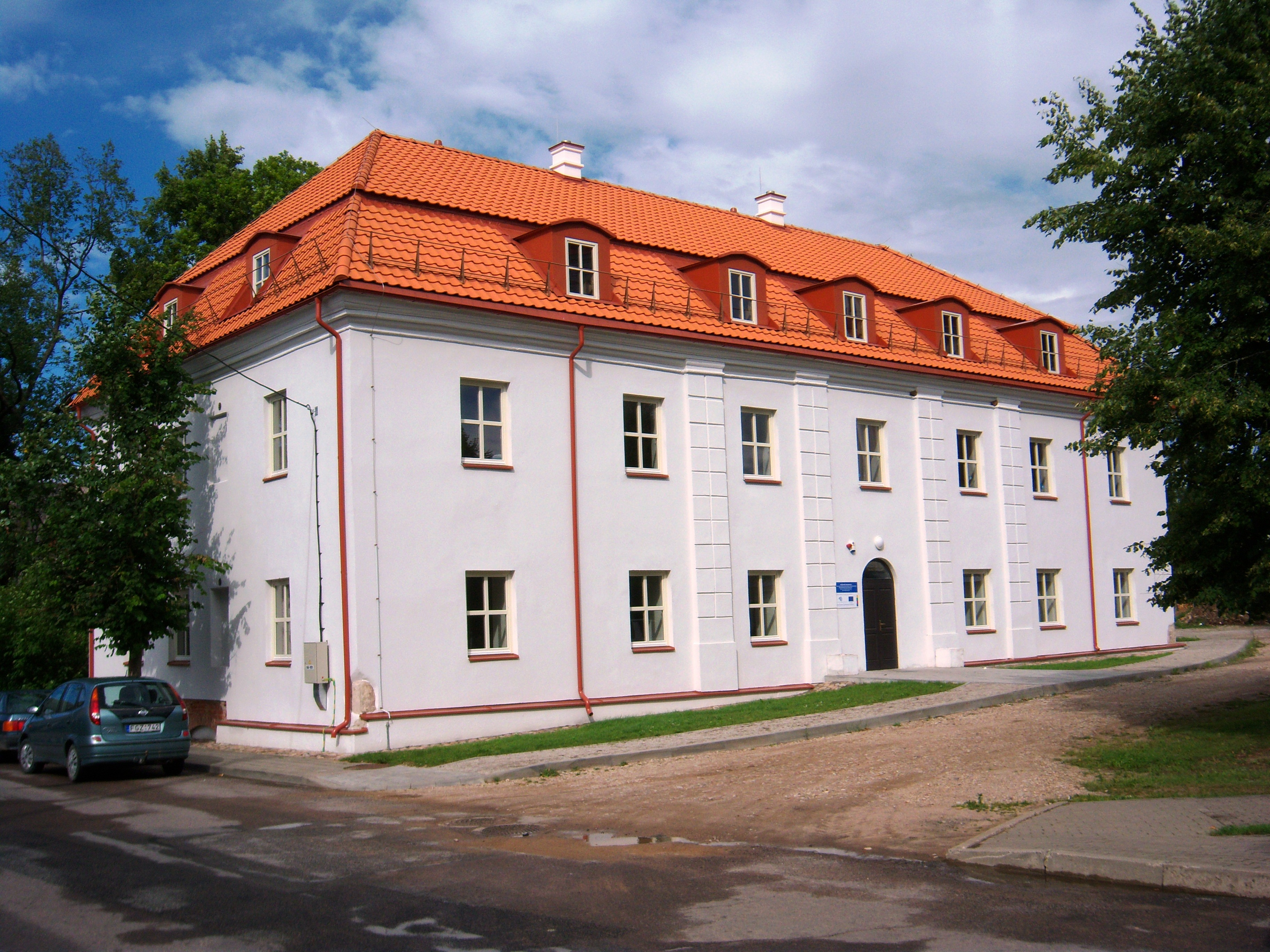
Дом культуры
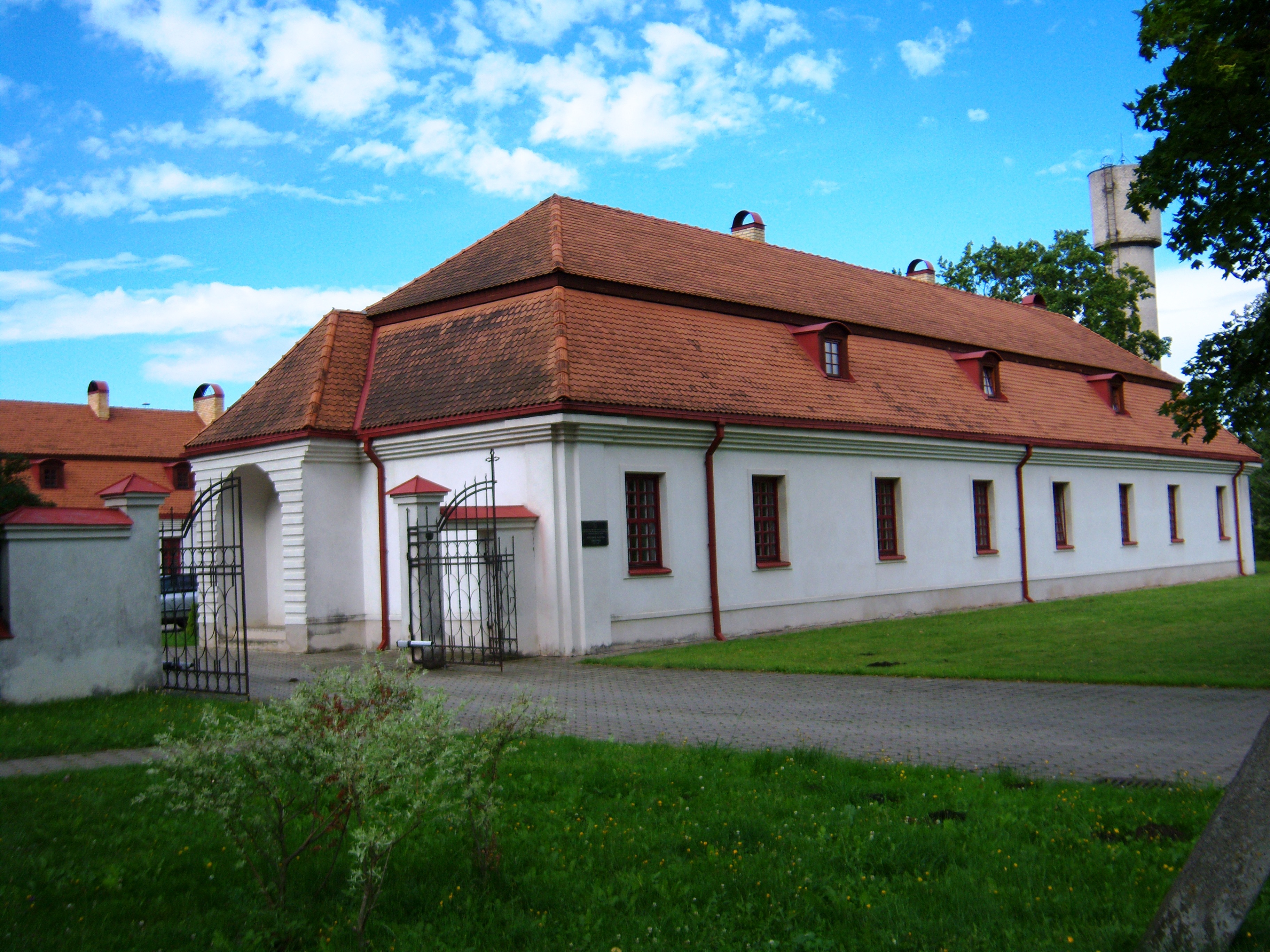
Монастырь
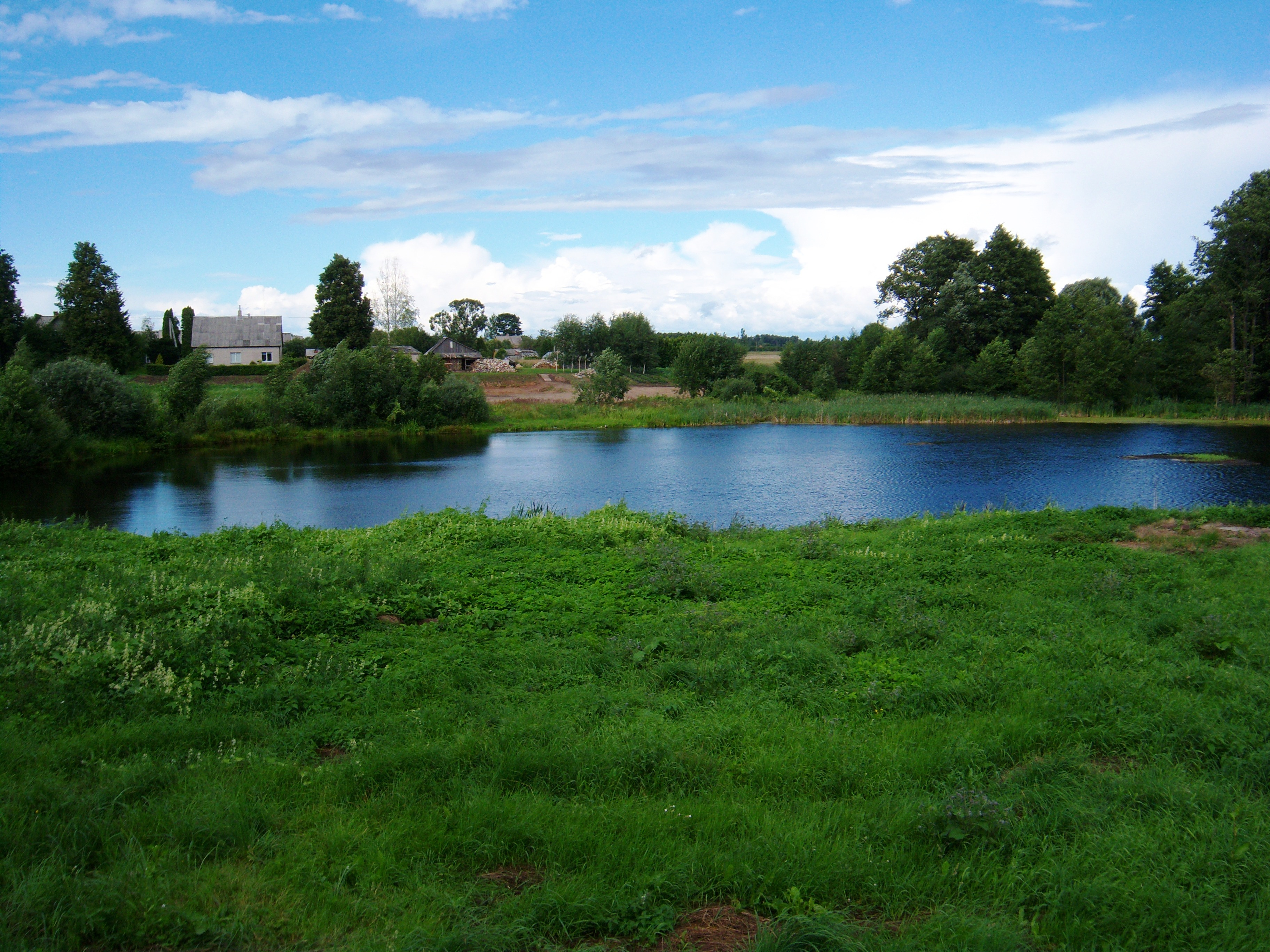
Пруд
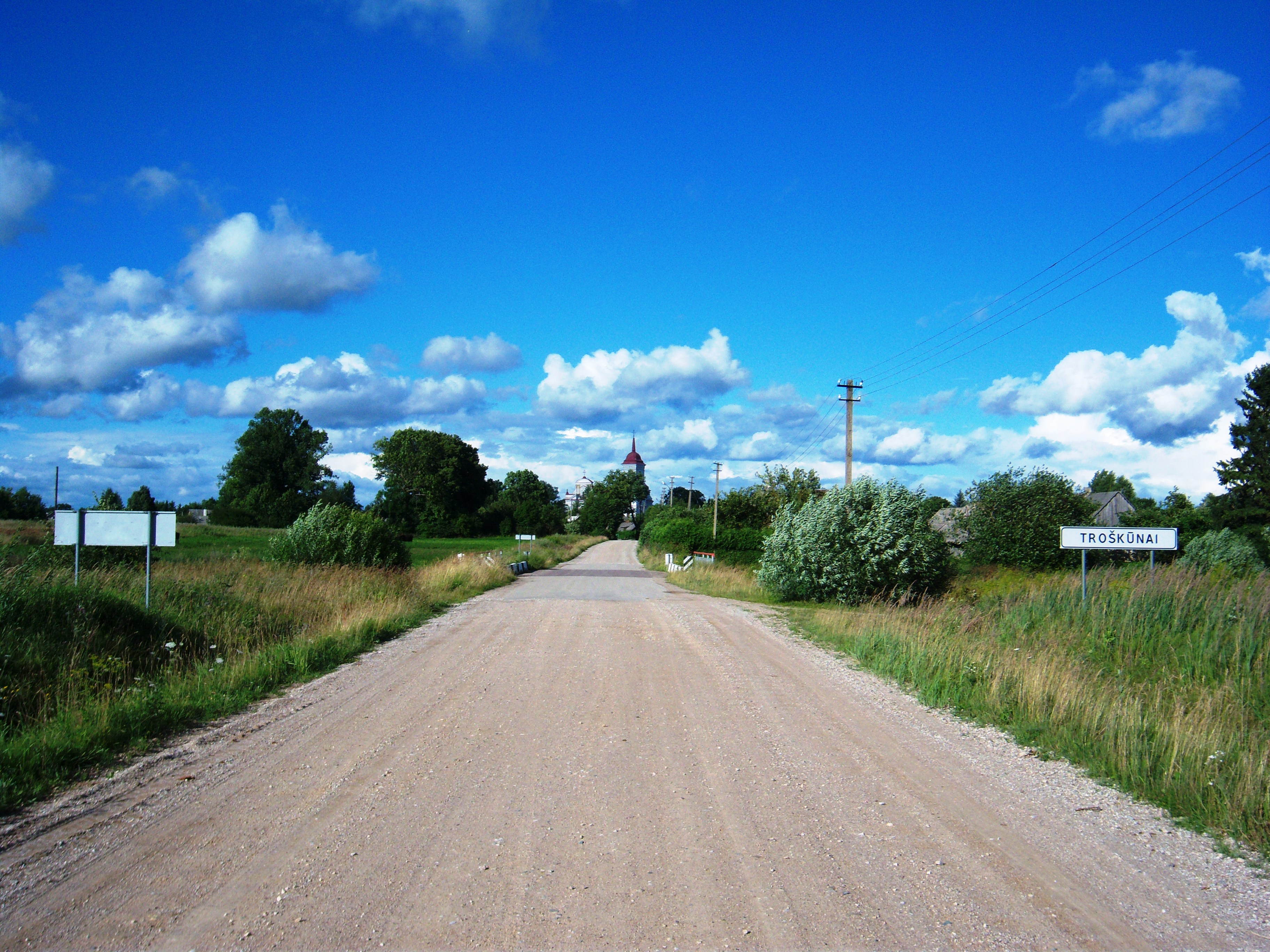
Въезд в город
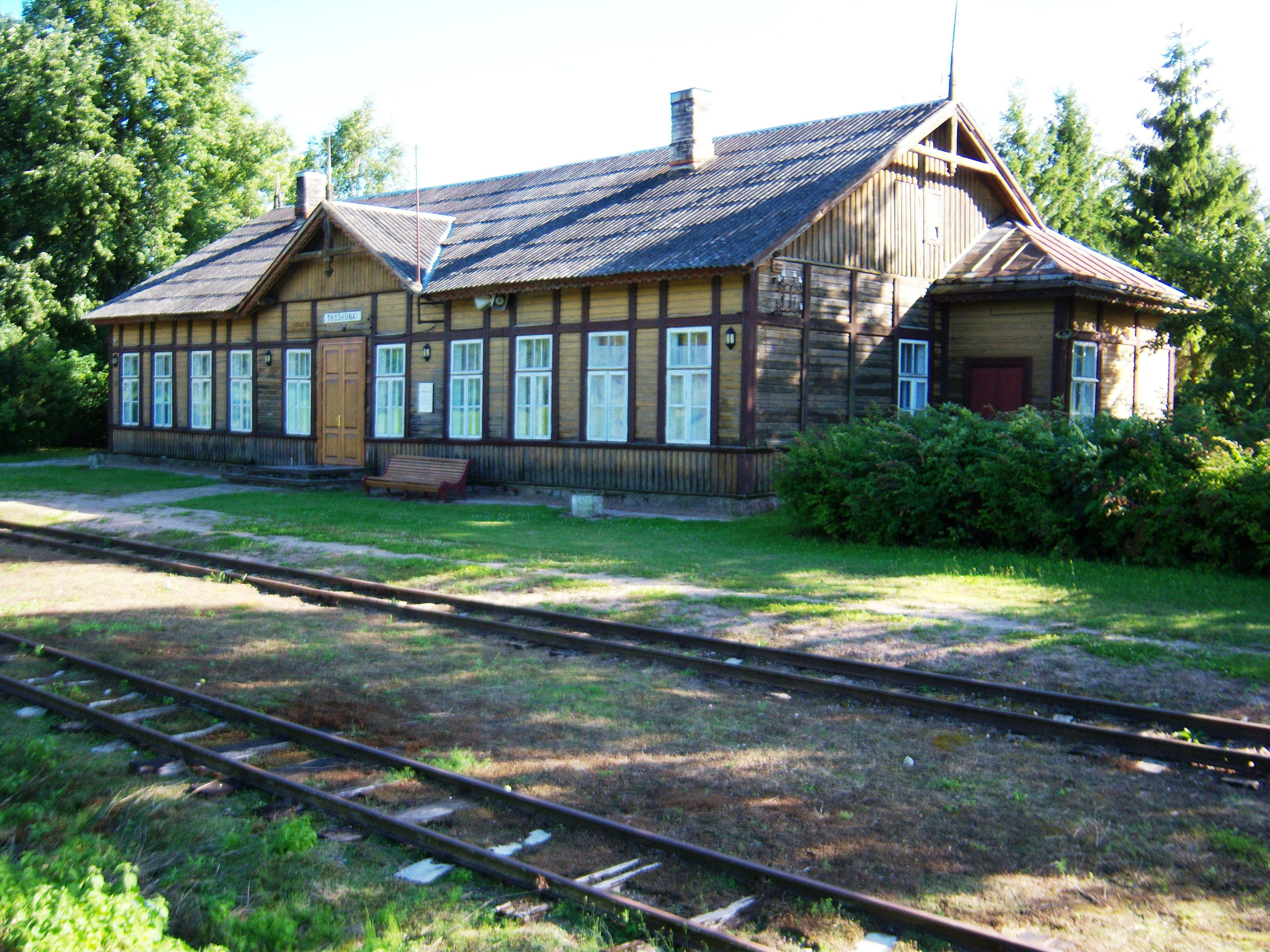
Железнодорожный вокзал